# Daniel Reich
Daniel Reich (* 1. Mai 1975 in Karlsruhe) ist ein deutscher Filmproduzent.

## Leben
Daniel Reich studierte Philosophie und evangelische Theologie in Berlin und Basel. Zusammen mit Christoph Holthof gründete er 2007 die Filmproduktionsfirma kurhaus production. Seitdem ist er als Produzent für Spiel- und Dokumentarfilme sowie dokumentarische Serien verantwortlich – darunter preisgekrönte Filme wie Freier Fall, Die Reste meines Lebens oder Kopfplatzen.
Daniel Reich ist Mitglied der Deutschen Filmakademie und lebt in Berlin.

## Filmografie
- 2008: Schönen Tag, Marie
- 2010: U.F.O.
- 2011: Unter Nachbarn
- 2012: Drunter und Drüber
- 2012: Waschen Schneiden Reden
- 2013: Freier Fall
- 2014: Das Hotelzimmer
- 2014: Goodbye G.I.
- 2014 bis 2020: Du bist style
- 2015: Amanda und das Land am Ende der Straße
- 2016: Dimitrios Schulze
- 2016: Die Reste meines Lebens
- 2016: Das Wunder von Ötigheim
- 2016: Schneeblind
- 2016, 2017: Bach – Auch du kannst singen
- 2016 bis 2018: Und jetzt sind wir hier
- 2017: Fremde Tochter
- 2017: No fucking ice cream
- 2017: Das Dorf der Vergesslichen
- 2018: Schwimmen
- 2018. Wir haben nur gespielt
- 2018: Das Mädchen mit den langen Haaren
- 2019: Kopfplatzen
- 2019: Die drei Königskinder
- 2020: Albträumer
- 2020: König Bansah und seine Tochter
- 2021: Die Saat
- 2021: Nachtwald
- 2022: Die Gänseprinzessin
- 2023: Jonja
- 2023: Sick Girls
- 2023: Kommt ein Vogel geflogen
- 2024: Das leere Grab
- 2024: Auf dem Skateboard durch Paris! Mit Yrel
- 2024: Das Mädchen und die Riesin - Adeline tanzt Krump
- 2024: Italomodern